# Rovaeanthus
Rovaeanthus é um género de plantas com flores pertencentes à família Rubiaceae.
A sua distribuição nativa é do sul do México à América Central.
Espécies:
- Rovaeanthus strigosus (Benth.) Borhidi
- Rovaeanthus suffrutescens (Brandegee) Borhidi